# Городка (Гинчештський район)
Городка (рум. Horodca) — село у Гинчештському районі Молдови. Входить до складу комуни, адміністративним центром якої є село Дрегушеній-Ной.

## Населення
За даними перепису населення 2004 року у селі проживали 346 осіб.
Національний склад населення села:
| Національність   | Кількість осіб | Відсоток   |
| ---------------- | -------------- | ---------- |
| молдавани румуни | 345 1          | 99,7% 0,3% |
| Всього           | 346            | 100%       |